# 鹽鱂
鹽鱂（學名：Cyprinodon salinus）為輻鰭魚綱鯉齒目鯉齒亞目鯉齒鱂科的其中一種，分布於北美洲美國加州死谷國家公園，體長可達7.8公分，棲息在底中層水域，可作為觀賞魚。

## 擴展閱讀
維基物種上的相關：鹽鱂